# Блекеде
Блекеде (нім. Bleckede) — місто в Німеччині, розташоване в землі Нижня Саксонія. Входить до складу району Люнебург.
Площа — 139,9 км2. Населення становить 9613 ос. (станом на 31 грудня 2021).